# Història de la Vall d'Aosta
La història de la Vall d'Aosta concerneix els esdeveniments històrics relatius a la Vall d'Aosta, la més petita regió italiana. Moltes vegades, per qüestions organitzatives i administratives, Aosta es defineix com l'única província de la regió. En realitat, la província d'Aosta va ser abolida per decret legislatiu del set setembre de 1945.
La Vall d'Aosta és una de les quatre primeres regions autònomes instituïda en Itàlia el 1948.
Fronterera amb França i Suïssa, és caracteritzada pel seu particularisme lingüistic. La població parla una llengua gal·loromànica, definida francoprovençal, el patois valdostà. L'evolució històrica va donar lloc a l'establiment d'una regió oficialment bilingüe, on l'italià i el francès gaudeixen d'un estatut de llengües oficiales paritàries.

## Orígens
Arpitània ja fou habitada en el Neolític, i le restes de la IV Glaciació mostren que estava habitada per preindoeuropeus i ligurs. S'ha trobat tombes neolítiques, potser ligúriques, a Saint Nicolas, Mongiove i Villanova Baltea. Els primers habitants coneguts del territori, però, són els salasses, població mixta celtoligur, que vivia a la vall del Duria Maior (Dora Baltea) i en els Alps de Sant Bernard, entre les poblacions de Taurini (Torí) i Libici, potser del segle X aC, amb capital a la vila de Cordelia, on adoraven Poeninus i es conserva un cromlech al Petit Saint Bernard i cinc monedes d'or del 500 aC. Segons Estrabó, foren exterminats i deportats en massa. Tot i així, en el segle I ja hi havia una població homogènia i amalgamada per oferir resistència als invasors romans.
Cap al 216 aC el romà Gai Terenci Varró hi envià una expedició per tal d'evitar atacs cartaginesos, però la conquesta l'iniciaria Appi Claudi el 62 aC.

## Conquesta romana
Entre el 62 i el 58 aC el romà Api Claudi inicià la conquesta de al vall, i hi funda la vila d'Eporedia. D'antuvi fou poc romanitzada, malgrat la fundació de nombrosos assentaments com Ad Quartum ab Augusta lapidem (avui Quart), Ad Decimum (avui Diémoz), Ad Quadragesimum (avui Carema, vila piemontesa), Ad Sextum (avui Chétoz) i Ad Nonum (avui Nus). El 25 aC, Aule Terenci Varró Murena fundaria Augusta Praetoria (Aosta), on hi construirien un arc de triomf i un teatre amb capacitat per a 4.000 espectadors, i passà forma part de la província Itàlica. S'hi establirà la XI Legió Itàlica i no sols conquerirà la vall principal, sinó també les secundàries, als Alpis Poenina (Grand Saint Bernard) i als Alpis Graia (Petit Saint Bernard), i atribuït a la tribu Sergia.

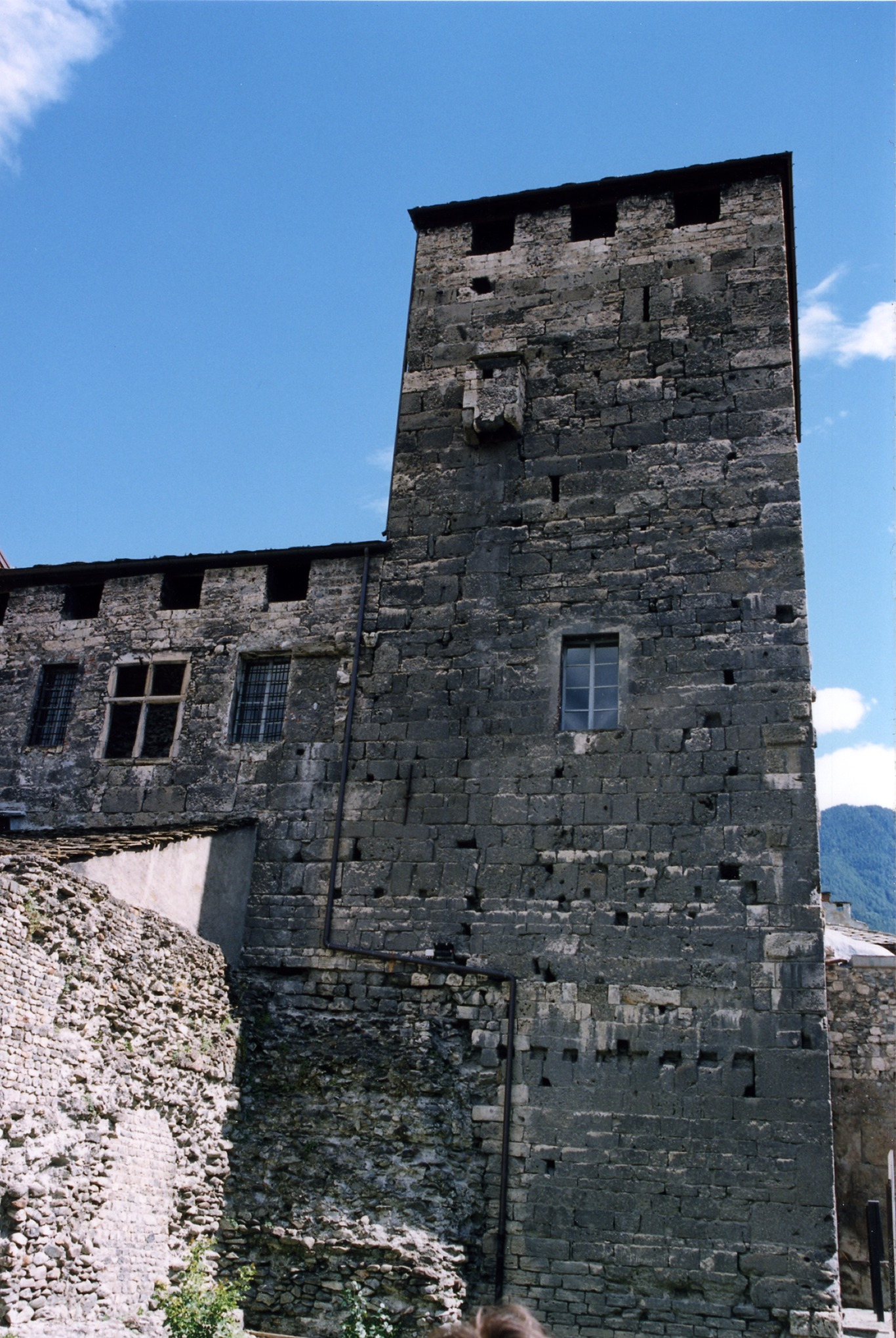
Torre del Castell de Quart

El 285, en la nova divisió administrativa establida per Dioclecià, formarà part de la província Alpes Graiae et Paenniniae, dins la Diòcesi de la Gal·lia, fet que fou confirmat més tard per Constantí. Amb la cristianització, serà atribuïda a la diòcesi de Vercelli, sufragània de Milà, fins al segle iv, en què esdevindrà diòcesi. El 404 es construí un díptic per commemorar la victòria d'Honori contra el visigot Alaric I a Pollenza. El 443 Aosta, que ja és seu episcopal, formarà part de la regió de la Sapaudia (Savoia) i serà cedida al regne dels burgundis.

## Domini franc i burgundi
El 522 fou ocupada pel regne ostrogot de Teodoric el Gran, i després pels romans d'Orient de Justinià I, però el 534 serà incorporada al regne franc. Des del 575 els merovingis la incorporaren a la Borgonya i s'emprengué la llatinització del país, i com que s'hi va prendre el model de la Gàl·lia Transalpina, la llengua romanç que hi evolucionarà serà llengua d'oïl i no pas italià. El 630 foren atacats pels llombards d'Alboí, però no aconseguiren dominar el país i la cediren a Borgonya. El 774 foren destruïts els llombards i tornà a mans franques; també va patir atacs dels sarraïns establits a Narbona, que la dominaren durant 50 anys.
Durant la divisió de l'Imperi carolingi, passà un temps a Lluís II d'Itàlia i a Carles el Calb. El 843, pel Tractat de Verdun, fou atribuïda al regne de Lotari, però el 888 passarà a formar part del patrimoni de Rodolf, rei de Borgonya. Finalment, el 904 formaria part de la Borgonya Transjurana, a la qual fou cedida com a feu comtal al bisbe local. El 923 fou escenari de batalles entre el rei d'Itàlia, Guiu de Spoleto, el seu fill Lambert, Rodolf de Borgonya, i el seu competidor, Berengari. Del 938 al 1000 patí algunes incursions sarraïnes que travessaven la Borgonya vers el Jura i el llac Leman. Per això s'hi construïren fortaleses com el castell de Mountmajeur.

## El comtat i ducat de Savoia i les llibertats valldostanes
Cap al 976 es formarà el comtat de Savoia (l'antiga Sapaudia), que s'imposarà en poder temporal sobre el bisbe d'Aosta. El comte Humbert I Blanca Mà (1032-1048), qui apareix en un text de permuta entre el bisbe d'Aosta i el prior Lantelm de Saint Orso, el 1032 esdevé comte d'Aosta i dividirà l'autoritat del bisbe; dominarà tot el territori de parla francoprovençal, inclosa la vall d'Aosta i els convents de Sant Bernard i Sant Anselm, com a premi a la seva fidelitat al rei germànic Rodolf III. El valldostà més cèlebre del moment fou sant Anselm (1033-1109), abat benedictí a Canterbury i autor dels estudis Monologion, Proslogion i Cur Deus homo?, on volia demostrar racionalment l'existència de déu.
El comte Tomàs I de Savoia va concedir als valldostans el 1191 una Charta de Franquesas Valdostanas, estatut autònom particular de la vall, amb drets i privilegis, que serà considerada com un acte d'infeudació a canvi de la submissió de la vall a la casa de Savoia. Serà governada per un Conseil des Commis i per una Assemblée des Trois États per a clergues, burgesos i ciutadans, massa considerada com a bé immoble sense cap estatut jurídic, que no serà establida, però, fins al segle xvi. Quan el 1249-1250 s'apoderà de l'Imperi Germànic l'usurpador Guillem d'Holanda, i aquest concedí Aosta i Savoia al gibel·lí Eberard von Nydow, els valldostans es mostraren fidels a Amadeu IV de Savoia, qui va punir els rebels i el 1253 guarantí els drets comunals, confirmats per Amadeu V el 1296 i Aimon el 1337.
Mercè un decret de l'emperador Frederic II del 1238 es va reforçar l'autoritat dels Commis. La legislació serà compilada en un Coutumier, codificació tant civil com penal, i la seva organització es regia a les Congregations Generals, reunides cada set anys, les quals en el segle xvi esdevingueren una mena d'Assemblea Constituent que donava autonomia al ducat, de manera que saberen defensar les franquícies comunals contra els atemptats d'Amadeu VIII de Savoia i els seus successors, així com més tard dels francesos i dels calvinistes de Ginebra.
Carles III de Savoia (1504-1553) va conservar Aosta com a feu particular, mentre que el 1553 els francesos atacaren el país i setjaren Ivrea; el seu lloctinent valldostà René de Challant va crear el 1536 el Conseil des Commis, institució permanent dels Tres Estats a Aosta i altres possessions. El seu successor Manuel Filibert de Savoia (1553-1580) va fer una política absolutista i intentà convertir l'acte de dedictio valldostana en un acte d'infeudació, tot i que reconeixia els privilegis del Ducat d'Aosta per tal de controlar el Conseil des États. Endemés, el Decret Oficial del 1561 va introduir l'ús oficial del francès a l'administració del ducat per a tots els actes jurídics, que fins aleshores es feien en llatí. La vall era poc poblada, i la vila d'Aosta tenia 3.000 habitants el 1573.
Durant els segles XIV al XVII es va preservar de les ruïnes de la guerra per un tractat de neutralitat amb França. Es van fer algunes lleves, però només amb finalitat de vigilància militar, a Carema. El 1689 el valdenc Henri Arnaud (1641-1721) revoltà els valdesos del Piemont i els instal·là a la vall d'Aosta i a Savoia fins al 1710, amb suport d'una petita invasió francesa a la vall el 1691 i el 1708. La vall es mantindrà com a país poc poblat, i la ciutat d'Aosta passarà dels 3.100 habitants el 1734 a 5.000 el 1774 i a 5.300 el 1787. Tot i així, hi havia una alta taxa d'escolarització a la vall mercè la xarxa d'écoles de hameau (escoles de vila), que cresqueren molt durant els segles XVII i XVIII.
Per tal de solucionar els problemes del domini d'aigües, el 1736 l'Estat sard reconeixeria la validesa de les concessions de la propietat d'aigua a la vall a canvi del pagament de 720.000 ducats d'or. El 24 de setembre del 1770 una Patent Règia va suprimir el Coutumier, regulació del dret valldostà, i aboleix la Cour de Connaissances que regulava i jutjava en dret civil i penal, alhora que el Conseil des Commis es transforma en només un cos consultiu que serà abolit oficialment el 1793.
El 10 de setembre del 1792 França va declarar la guerra al rei de Sardenya i va invadir tot el Piemont. Penetraren pel Col du Mont i pel Petit Saint Bernard. Destruïren La Thuile i Valgrisenche, però les milícies locals populars, animades pels capitans Chamonin i Darbelley, oferiren una forta resistència. Tot i així, els francesos ocuparen la vall el 1798-1799.
El maig del 1800 Napoleó I va incorporar la vall d'Aosta directament a França, tot formant el Departament de la Doire, amb seu jurídica a Ivrea, fins al 1814. Tant la seu episcopal, com els convents i els capitolis foren abolits. La caiguda de Napoleó no modificarà jurídicament l'estructura administrativa de la vall. El centralisme francès i més tard piemontès hi imposarà un cadastre obligatori, als alcaldes els imposaran regidors monàrquics i clericals, però mantindran l'ús quotidià de la llengua francesa i conservaran viu el record dels antics privilegis i llibertats. El 1841 es fundaria el primer diari valldostà, la Feuille d'Announces, en francès.
El 1848 el rei del Piemont abolirà definitivament les darreres institucions autònomes valldostanes, alhora que comença l'emigració de valldostans a causa de la manca de desenvolupament industrial i econòmic. La vila d'Aosta, que tenia 7.126 habitants el 1839 es mantindrà en 7.376 el 1881 i en 7.875 el 1901. El 1853 esclataria la Insurrection des Socques, breu i violenta expressió de fanatisme popular provocada per l'abandó social i econòmic de la vall; el comerç pel Saint Bernard s'havia reduït al mínim, ja que el govern piemontès encoratjava i dirigia el flux per les valls de Susa, Cuneo i el Sampione; l'empenta a la iniciativa industrial fou reduïda a les mines de Cogne i als molins paperers. Endemés, la població local estava molesta amb l'absentisme monàrquic a la vall, tot i que es mantingueren reialistes i fidels a la casa de Savoia.

## Incorporació a Itàlia
El 1860 la Vall d'Aosta, com a part del regne del Piemont, fou incorporada al nou Regne d'Itàlia, mentre que la resta de Savoia, amb Niça, era cedida a França. Fins aleshores, l'ús oficial del francès estava garantit a la cort de Torí, i ara passaran a ser minoria lingüística. Però la política centralitzadora de la burocràcia piemontesa no accepta les minories, i com que el francès és considerat com a "idioma estranger", els valldostans seran tinguts com a "element estrany" de la vida nacional, i intentaran dificultar l'assimilació al país dels piemontesos que hi viuen. Això produirà enfrontaments amb els funcionaris hostils enviats a la vall, i provocarà la marginació dels nadius.
L'ús del francès a la vall es mantindria incontestable fins al 1861. Des del 1861 s'inicià una campanya italiana contra l'ús del francès, fomentada amb l'actitud prepotent dels funcionaris italians. L'intent d'eliminació s'intentarà fer per etapes: a les escoles, on intentaren suprimir bruscament l'ensenyament a les escoles superiors el mateix 1860, però la reacció unànime dels valldostans va fer que el ministre retirés el projecte; als tribunals (des del 1881), a l'estat civil, i finalment a l'església. El 1885 l'ensenyament del francès serà reduït a totes les escoles valldostanes a la categoria de matèria facultativa a impartir fora de l'horari escolar.
El 1909 es crearà la Ligue pour la Protection de la Langue française, comme langue maternelle de la Vallée d'Aoste, després Ligue Valdôtaine, moderada i legalista, dirigida per Anselme Réan i Joseph Trèves, per tal de defensar l'ensenyament i la cooficialitat del francès, sense reivindicacions polítiques. El 1911 exigirà la derogació de la Llei Credaro, per la qual els ajuntaments perdrien el dret a contractar mestres.
Durant la Primera Guerra Mundial es desenvolupà l'energia elèctrica del Dora Baltea, les mines de ferro de Cogne, l'electrosiderúrgica a Cogne i Ansaldo, i l'arribada del ferrocarril de Torí-Aosta fins a Pré-Saint-Didier. Alhora, el 1914 es va crear la Institució del Domini de l'Aigua, per la qual l'Estat es reservava el dret de judici i benefici del repartiment i concessions de repartició de derivacions d'aigua per a ús industrial, agrícola o artesanal, ja que es tractava d'un problema força viu a la vall.
Entre 1923 i 1925 es produí una escissió dins la LV. Anselme Réan ingressà al Partit Popular Italià i intenta obtenir concessions cultural i salvaguardar els valors "tradicionals" a canvi de fidelitat política, raó per la qual sol·licitarà el vot als feixistes el 1924. Joseph Trèves va fundar el 1923 el Groupe Valdôtain d'Action Regionaliste (GVAR), influït pel Partit Sard d'Acció. Intentà mantenir l'ensenyament del francès mitjançant les reunions amb catequistes i amb escoles clandestines mantingudes per les parròquies en col·laboració amb els mestres locals.
Però les seves peticions al ministre d'educació italià, Emilio Gentile, no tingueren cap fruit, i el novembre del 1925 el govern feixista va suprimir l'ensenyament del francès a primària, i fins i tot fou eliminat a secundària com a segona llengua estrangera, imposant-hi l'alemany el 1926. El 1923 Benito Mussolini ordenà suprimir 108 écoles de hameau, últim baluard contra la italianització, i suprimí l'ensenyament del francès. També s'italianitzaren 18.000 cognoms, i es canviaren el noms de les viles i dels carrers.
El feixisme va introduir una praxi opressiva, italianització i colonització burocràtico-industrial amb mà d'obra immigrada de la resta d'Itàlia, cosa que provocaria que el 1936 els valldostans deixessin de ser la població majoritària a la vila d'Aosta. La resistència l'encapçalà la Jeune Vallée d'Aoste (JVA), antifeixista i políticament eclèctica dirigida per Joseph Trèves, Rodolphe Coquillard i Émile Chanoux i Lino Binel. Chanoux fou un actiu resistent i el 1943 va promoure la Declaració de Chivasso, on reclamen la legalització i el reconeixement de la realitat etonlingüística autonomia administrativa i econòmica.
El maig del 1944 es constituïa el Mouvement de la Resistance Valdôtaine (MRV) en una reunió a Cogne amb Lazzaro (Federico Chabod), Renato Chabod, Plik (capità Cavagnet), Berti i altres, mentre que el Comandant Mézard (César Olietti) constituïa a Cogne el Comitè d'Alliberament Nacional (CLN). El 18 de maig del 1944 Chanoux fou fet presoner amb Lino Binel, i foutorturat i assassinat a la presó pels feixistes de la República de Saló. Cresqué la propaganda separatista fomentada pels capellans de la vall per motius diversos (defensa contra l'estat, promeses franceses, aliança dels sentiments nacionalistes i regionalistes). Durant la primavera i l'estiu del 1944 s'organitzaren de manera espontània els primers nuclis de partisans, malgrat l'escassetat d'armament, i s'editen els diaris Montagnes Blanches i La Clicca Dzusta.

## Constitució com a regió autònoma
Pel Decret Legislatiu de 7 de setembre del 1945 aconvertí la vall en regió autònoma de règim especial provisional dins l'Estat Italià, alhora que la vall era declarada zona franca. L'avantprojecte fou presentat per Chabod a una reunió d'alcaldes d'Aosta del CLN el 26 d'agost del 1945. L'antiga província d'Aosta, que tenia 4.459 km², es veurà reduïda a 3.262 km², ja que cedirà a la província de Torí els 1.494 km² corresponents a l'anfiteatre morrènic d'Ivrea i el Canavese, mentre que per la Pau de París del 10 de febrer del 1947 haurà de cedir a França els 3 km² del Petit Saint Bernard. Alhora, es va constituir Unió Valldostana, per tal d'aplegar tots els autonomistes i que reclamava l'autodeterminació.
A les eleccions regionals de 1949 es va escollir el primer Consell de la Vall, dominat per UV. Tanmateix, s'hi havia imposat les tesis de Chabod i Severino Caveri, oblidant l'autodeterminació a canvi de desenvolupar l'autonomia, cosa que la lligava políticament a la DCI, que aconseguí el govern de la vall el 1953. El 1959 la UV vencé a les eleccions regionals gràcies a una aliança política amb l'esquerra (l'anomenada Junte o Front du Lion, format per UV, PSI i PCI) i aconseguí la presidència regional per a Oreste Marcoz (1905-1972) fins al 13 de maig del 1963, en coalició amb el PSI, i mantindrà una política autonomista en contestació al viratge "centralista" de la DCI. Aconseguiria que els llibres de text fossin gratuïts a l'escola primària, una llei urbanística, una altra de sanejament agrícola i l'adopció d'una llei proporcional per a les eleccions regionals. El 1966 el senador Renato Chabod va presentar una proposta de llei per a la creació d'una École valdôtaine únicament en francès.
El 1970 fou nomenat president regional Cesare Dujany dels Demòcrates Populars. S'aconsegueix del govern central una revisió de l'estatut d'autonomia, amb més competències i el reconeixement del fet lingüístic valldostà. Entre 1971 i 1973 la regió, sota la línia de la Llei 1102, hi deliberà la constitució de "zones homogènies", previstes com a ens de dret públic, com a municipis "mínimes unitats territorials de programació socieconòmica", per tal de descentralitzar la vall, però al final no es va fer. Des del 1972 augmentà la dependència de l'estructura econòmica externa a la regió, amb fuga de capitals i despoblament de la muntanya. El capital extern explota els recursos mentre es produeix una forta urbanització incontrolada al fons de la vall.
Bruno Salvadori (1942-1980), nou cap de la UV des del desembre del 1976, imposa un programa polític federalista que respongui als problemes econòmics i socials, recollit al seu opuscle Pourquoi je suis nationaliste (1975) essencialment fidel als orígens, però centrista, partidari del "capitalisme dels petits", economia de mercat corregida per l'Estat, i extensió del cooperativisme agrícola. Va morir el 1980. El 1979 també apareix el Moviment Arpitanista, defensor de la promoció de l'arpità com a llengua pròpia de la vall.
Els successors de Salvadori, Carlo Perrin i Guido Grimod, comencen a establir lligams amb el que després serà la Lliga Nord per tal d'arribar a la reforma federal de l'Estat italià. Des de les eleccions regionals de 1993, UV ha format part de la coalició de govern al Consell de la Vall, i el fet que a les legislatives italianes la Vall d'Aosta sigui un col·legi uninominal li ha permès presentar-se a les eleccions en solitari o en coalició amb altres grups nacionalistes.